# Nickel(II)-bromid
Nickel(II)-bromid, NiBr2, ist das Nickel-Salz der Bromwasserstoffsäure. Es bildet gelbbraune, rhomboedrische, hygroskopische, in Wasser und Ethanol gut lösliche Kristalle, die bei 965 °C sublimieren.

## Eigenschaften
Das wasserfreie Nickel(II)-bromid ist ein gelbes bis bronzegelbes stark hygroskopisches Salz. Bei Wasserzutritt geht es in das Trihydrat NiBr2 · 3 H2O über. Es existiert auch ein grünes Hexahydrat, das bei 28,5 °C in das Trihydrat übergeht. Das gelbgrüne Trihydrat geht bei 200 °C in das Anhydrat über. Es wird auch die Existenz eines hellgrünen Nona- (Schmelzpunkt −2,5 °C) und eines Octahydrates angenommen.

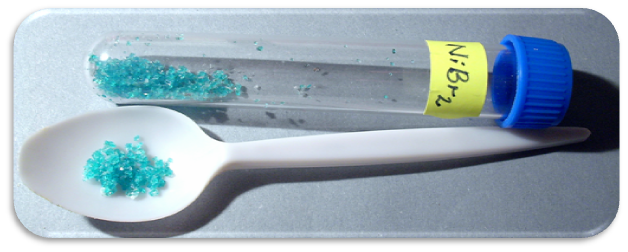
Nickel(II)-bromid-Hexahydrat

Sublimierte Produkte von wasserfreiem Nickel(II)-bromid besitzen eine Kristallstruktur vom Cadmiumchlorid Typ mit der Raumgruppe R3m (Raumgruppen-Nr. 160) (a=3,708, c=18,300 Å), nichtsublimierte Produkte besitzen eine Wechselstruktur des Cadmiumhydroxid- und Cadmiumchlorid-Typs.
Im gasförmigen Zustand liegt Nickel(II)-bromid als monomeres Molekül vor. Bei starker Erhitzung an Luft geht es in Nickel(II)-oxid und Brom über.

## Darstellung und Gewinnung
Nickel(II)-bromid lässt sich durch Einwirkung von Brom auf erhitztes Nickel darstellen.
{\displaystyle \mathrm {Ni+Br_{2}\longrightarrow NiBr_{2}} }
Ebenfalls möglich ist die Darstellung durch Erhitzen von Nickel(II)-chlorid im Bromwasserstoff-Strom auf 500 °C, durch Erhitzen des Hexahydrates auf 140 °C im Trockenschrank oder durch Umsetzen von Nickel(II)-acetat mit Acetylbromid in Benzol gewonnen werden.
Das Hexahydrat kann dargestellt werden, indem das Anhydrat in Wasser aufgelöst wird, bis zur Kristallisation eingedampft, dann abgekühlt und aus Alkohol umkristallisiert werden. Ebenfalls möglich ist es, dieses aus gefälltem Nickel(II)-carbonat, Nickel(II)-oxid oder Nickel(II)-hydroxid durch Auflösung in wässrigem Bromwasserstoff, anschließendem Eindampfen und aus Alkohol umkristallisieren zu gewinnen.
Durch Dehydration des Hexahydrates über konzentrierter Schwefelsäure bei 5 °C kann das Dihydrat hergestellt werden.

## Verwendung
Nickel(II)-bromid kann zur Herstellung von Nickelverbindungen (z. B. Bis(triphenylphosphin)-nickel(II)-bromid oder Komplexverbindungen wie Hexaamminnickel(II)-bromid) verwendet werden.